# Galvezia fruticosa
Galvezia fruticosa là một loài thực vật có hoa trong họ Mã đề. Loài này được J.F.Gmel. mô tả khoa học đầu tiên năm 1792.